# Drepanosticta bartelsi
Drepanosticta bartelsi – gatunek ważki z rodziny Platystictidae. Endemit indonezyjskiej wyspy Jawa, występujący tylko w jej południowo-zachodniej części.
Gatunek ten opisał Maurits Lieftinck w 1937 roku na łamach czasopisma „Treubia”, w oparciu o okazy trzech samców i trzech samic, które odłowił Max Bartels jr. we wrześniu i listopadzie 1935 roku w lokalizacji o nazwie Tjidamar w południowo-zachodniej części Jawy. Gatunek został nazwany Drepanosticta bartelsi na cześć Bartelsa.